# Runar Viksten
Tage Runar Viksten, född 27 december 1944 i Gällivare församling, Norrbottens län, är en svensk jurist och militär. 

## Biografi
Viksten har bland annat varit chefsrådman vid Stockholms tingsrätt och ordförande i Försvarsunderrättelsedomstolen, som handlägger tillståndsgivningen för Försvarets radioanstalts signalspaning. Han har även varit särskild utredare med ansvar för att förbereda starten av Försvarsunderrättelsedomstolen.
Runar Viksten var rättens ordförande i målet mot Jackie Arklöv, när denne år 2006 stod åtalad för folkrättsbrott. Han har handlagt och dömt i mål som rör terrorism, bland annat år 2005 i ett mål mot två män som varit medlemmar i och samlat in pengar till terrornätverket Ansar al-Islam. Han har dessförinnan tjänstgjort som hovrättsråd samt kronodirektör vid dåvarande Riksskatteverket.
Den 11 december 2022 utsågs Viksten av rikspolischefen till särskild utredare för att granska Polismyndighetens hantering av turerna kring regionpolischef Mats Löfving och underrättelsechefen Linda Staaf. Rapporten presenterades den 22 februari 2023 och var tillgänglig på polisens webbsida till den 26 februari 2023.
Runar Viksten är överstelöjtnant (reservofficer) i armén. Han har även varit auditör vid flera av Försvarsmaktens förband.